# Mstětice (Maršovice)
Mstětice jsou malá vesnice, část městyse Maršovice v okrese Benešov. Nachází se asi 2,5 km na severozápad od Maršovic. V roce 2009 zde bylo evidováno 31 adres.
Mstětice leží v katastrálním území Zderadice o výměře 6,39 km².

## Historie
První písemná zmínka o vesnici pochází z roku 1552.
Za druhé světové války se ves stala součástí vojenského cvičiště Zbraní SS Benešov a její obyvatelé se museli 31. prosince 1943 vystěhovat.

## Pamětihodnosti
- Boží muka